# Liste der Monuments historiques in Saint-Uniac
Die Liste der Monuments historiques in Saint-Uniac führt die Monuments historiques in der französischen Gemeinde Saint-Uniac auf.

## Liste der Bauwerke
| Bezeichnung                        | Beschreibung | Standort | Kennzeichnung | Schutzstatus | Datum | Bild           |
| ---------------------------------- | ------------ | -------- | ------------- | ------------ | ----- | -------------- |
| Kirche St-Uniac                    |              | (Lage)   | PA35000004    | Inscrit      | 1997  | weitere Bilder |
| Manoir de Quénétain mit Taubenturm | Herrenhaus   | (Lage)   | PA35000027    | Inscrit      | 2005  | weitere Bilder |

## Liste der Objekte
- Monuments historiques (Objekte) in Saint-Uniac in der Base Palissy des französischen Kultusministeriums